# NHL Entry Draft 1998
NHL Entry Draft 1996 był 36. draftem NHL w historii. Odbył się w dniach 27 czerwca w Marine Midland Arena w Buffalo.

## Draft 1998

### Runda 1
| #  | Zawodnik                | Narodowość        | Drużyna NHL                                                           | Klub macierzysty         |
| -- | ----------------------- | ----------------- | --------------------------------------------------------------------- | ------------------------ |
| 1  | Vincent Lecavalier (C)  | Kanada            | Tampa Bay Lightning (z Florida Panthers przez San Jose Sharks)        | Rimouski Océanic (QMJHL) |
| 2  | David Legwand (C)       | Stany Zjednoczone | Nashville Predators (z Tampa Bay Lightning przez San Jose Sharks)     | Plymouth Whalers (OHL)   |
| 3  | Brad Stuart (O)         | Kanada            | San Jose Sharks (z Nashville Predators)                               | Regina Pats (WHL)        |
| 4  | Bryan Allen (O)         | Kanada            | Vancouver Canucks                                                     | Oshawa Generals (OHL)    |
| 5  | Witalij Wiszniewski (O) | Rosja             | Mighty Ducks of Anaheim                                               | Torpedo Jarosław         |
| 6  | Rico Fata (PS)          | Kanada            | Calgary Flames                                                        | London Knights (OHL)     |
| 7  | Manny Malhotra (C)      | Kanada            | New York Rangers                                                      | Guelph Storm (OHL)       |
| 8  | Mark Bell (C)           | Kanada            | Chicago Blackhawks (z Toronto Maple Leafs)                            | Ottawa 67’s (OHL)        |
| 9  | Michael Rupp (LS)       | Stany Zjednoczone | New York Islanders                                                    | Erie Otters (OHL)        |
| 10 | Nikołaj Antropow (C)    | Kazachstan        | Toronto Maple Leafs (z Chicago Blackhawks)                            | Torpedo Ust-Kamienogorsk |
| 17 | Martin Škoula (O)       | Czechy            | Colorado Avalanche (z Los Angeles Kings)                              | Barrie Colts (OHL)       |
| 18 | Dmitrij Kalinin (O)     | Rosja             | Buffalo Sabres                                                        | Traktor Czelabińsk       |
| 19 | Robyn Regehr (O)        | Kanada            | Colorado Avalanche (z Boston Bruins)                                  | Kamloops Blazers (WHL)   |
| 22 | Simon Gagné (C)         | Kanada            | Philadelphia Flyers (z Philadelphia Flyers przez Tampa Bay Lightning) | Quebec Remparts (QMJHL)  |
| 27 | Scott Gomez (C)         | Stany Zjednoczone | New Jersey Devils (z Dallas Stars)                                    | Tri-City Americans (WHL) |

### Runda 2
| #  | Zawodnik               | Narodowość | Drużyna NHL                                                 | Klub macierzysty              |
| -- | ---------------------- | ---------- | ----------------------------------------------------------- | ----------------------------- |
| 29 | Jonathan Cheechoo (PS) | Kanada     | San Jose Sharks (z Nashville Predators)                     | Belleville Bulls (OHL)        |
| 31 | Artiom Czubarow (C)    | Czechy     | Vancouver Canucks                                           | Dinamo Moskwa                 |
| 43 | Ossi Väänänen (O)      | Finlandia  | Phoenix Coyotes                                             | Jokerit                       |
| 44 | Mike Fisher (C)        | Kanada     | Ottawa Senators                                             | Sudbury Wolves (OHL)          |
| 45 | Mike Ribeiro (C)       | Kanada     | Montreal Canadiens                                          | Rouyn-Noranda Huskies (QMJHL) |
| 50 | Jaroslav Kristek (PS)  | Czechy     | Buffalo Sabres (z Colorado Avalanche przez San Jose Sharks) | HC Zlín                       |
| 56 | Tomek Valtonen (LS)    | Finlandia  | Detroit Red Wings                                           | Ilves                         |

### Runda 3
| #  | Zawodnik            | Narodowość        | Drużyna NHL                                                      | Klub macierzysty             |
| -- | ------------------- | ----------------- | ---------------------------------------------------------------- | ---------------------------- |
| 60 | Dienis Archipow (C) | Rosja             | Nashville Predators                                              | Ak Bars Kazań                |
| 68 | Jarkko Ruutu (LS)   | Finlandia         | Vancouver Canucks (z New York Islanders)                         | HIFK                         |
| 74 | Julien Vauclair (O) | Szwajcaria        | Ottawa Senators                                                  | HC Lugano                    |
| 76 | Aleksiej Wołkow (B) | Rosja             | Los Angeles Kings                                                | Krylja Sowietow 2 Moskwa     |
| 82 | Brian Gionta (PS)   | Stany Zjednoczone | New Jersey Devilss (z Pittsburgh Penguins przez Edmonton Oilers) | Boston College (Hockey East) |

### Runda 4
| #   | Zawodnik                 | Narodowość | Drużyna NHL                                                         | Klub macierzysty                 |
| --- | ------------------------ | ---------- | ------------------------------------------------------------------- | -------------------------------- |
| 87  | Ołeksij Ponikarowski (C) | Ukraina    | Toronto Maple Leafs (z Tampa Bay Lightning przez Detroit Red Wings) | Dinamo 2 Moskwa                  |
| 91  | Josef Vašíček (C)        | Czechy     | Carolina Hurricanes (z Anaheim Ducks)                               | Slavia Praga U20                 |
| 99  | Shawn Horcoff (C)        | Kanada     | Edmonton Oilers                                                     | Michigan State University (CCHA) |
| 101 | Piotr Sczastliwy (LS)    | Rosja      | Ottawa Senators                                                     | Torpedo Jarosław                 |
| 105 | Pierre Dagenais (LS)     | Kanada     | New Jersey Devils (z Boston Bruins przez Los Angeles Kings)         | Rouyn-Noranda Huskies (QMJHL)    |

### Runda 5
| #   | Zawodnik               | Narodowość | Drużyna NHL                                                 | Klub macierzysty        |
| --- | ---------------------- | ---------- | ----------------------------------------------------------- | ----------------------- |
| 117 | Jaroslav Špaček (O)    | Czechy     | Florida Panthers (z Florida Panthers przez San Jose Sharks) | Färjestad BK            |
| 119 | Anton But (LS)         | Rosja      | New Jersey Devils (z Vancouver Canucks)                     | Torpedo 2 Jarosław      |
| 123 | Jiří Dopita (C)        | Czechy     | New York Islanders (z Toronto Maple Leafs)                  | Petra Vsetín            |
| 132 | Andriej Baszkirow (LS) | Rosja      | Montreal Canadiens                                          | Fort Wayne Komets (IHL) |
| 135 | Andrew Raycroft (B)    | Kanada     | Boston Bruins                                               | Sudbury Wolves (OHL)    |
| 145 | Mikael Samuelsson (PS) | Szwecja    | San Jose Sharks (z Dallas Stars)                            | Södertälje SK           |

### Runda 6
| #   | Zawodnik                 | Narodowość | Drużyna NHL                       | Klub macierzysty               |
| --- | ------------------------ | ---------- | --------------------------------- | ------------------------------ |
| 153 | Pavel Patera (LS)        | Czechy     | Dallas Stars (z New York Rangers) | AIK                            |
| 160 | Rickard Wallin (C)       | Szwecja    | Phoenix Coyotes                   | Färjestad BK J20               |
| 162 | Andriej Markow (O)       | Rosja      | Montreal Canadiens                | Chimik Woskriesiensk           |
| 164 | Aleš Kotalík (PS)        | Czechy     | Buffalo Sabres                    | HC Czeskie Budziejowice        |
| 167 | Aleksandr Riazancew (D)  | Rosja      | Colorado Avalanche                | Victoriaville Tigres (QMJHL)   |
| 168 | Antero Niittymäki (B)    | Finlandia  | Philadelphia Flyers               | TPS                            |
| 171 | Andriej Troszczinski (C) | Kazachstan | St. Louis Blues                   | Torpedo Ust-Kamienogorsk       |
| 171 | Pawieł Daciuk (C)        | Rosja      | Detroit Red Wings                 | Dinamo-Eniergija Jekaterynburg |
| 173 | Niko Kapanen (C)         | Finlandia  | Dallas Stars                      | HPK                            |

### Runda 7
| #   | Zawodnik              | Narodowość | Drużyna NHL         | Klub macierzysty     |
| --- | --------------------- | ---------- | ------------------- | -------------------- |
| 182 | Jewgienij Korolow (O) | Rosja      | New York Islanders  | London Knights (OHL) |
| 193 | Rastislav Staňa (B)   | Słowacja   | Washington Capitals | HC Košice            |

### Runda 8
| #   | Zawodnik           | Narodowość | Drużyna NHL         | Klub macierzysty           |
| --- | ------------------ | ---------- | ------------------- | -------------------------- |
| 202 | Martin Bartek (LS) | Słowacja   | Nashville Predators | Sherbrooke Faucons (QMJHL) |
| 206 | Jonas Frögren (O)  | Szwecja    | Calgary Flames      | Färjestad BK               |
| 218 | David Moravec (LS) | Czechy     | Buffalo Sabres      | HC Vítkovice               |
| 226 | David Petrasek (O) | Szwecja    | Detroit Red Wings   | HV71                       |

### Runda 9
| #   | Zawodnik                  | Narodowość | Drużyna NHL                                | Klub macierzysty          |
| --- | ------------------------- | ---------- | ------------------------------------------ | ------------------------- |
| 230 | Kārlis Skrastiņš (O)      | Łotwa      | Nashville Predators                        | TPS                       |
| 241 | Maksim Spiridonow (PS)    | Rosja      | Edmonton Oilers                            | London Knights (OHL)      |
| 243 | Petr Hubáček (C)          | Czechy     | Philadelphia Flyers (wyrównawczo)          | HC Kometa Brno            |
| 246 | Rastislav Pavlikovský (C) | Słowacja   | Ottawa Senators                            | HC Dukla Trenczyn         |
| 252 | Martin Cibák (C)          | Słowacja   | Tampa Bay Lightning (z Colorado Avalanche) | Medicine Hat Tigers (WHL) |

Legenda: B – bramkarz, O – obrońca, C – center, LS – lewoskrzydłowy, PS – prawoskrzydłowy.